# Jodel D.120 Paris-Nice

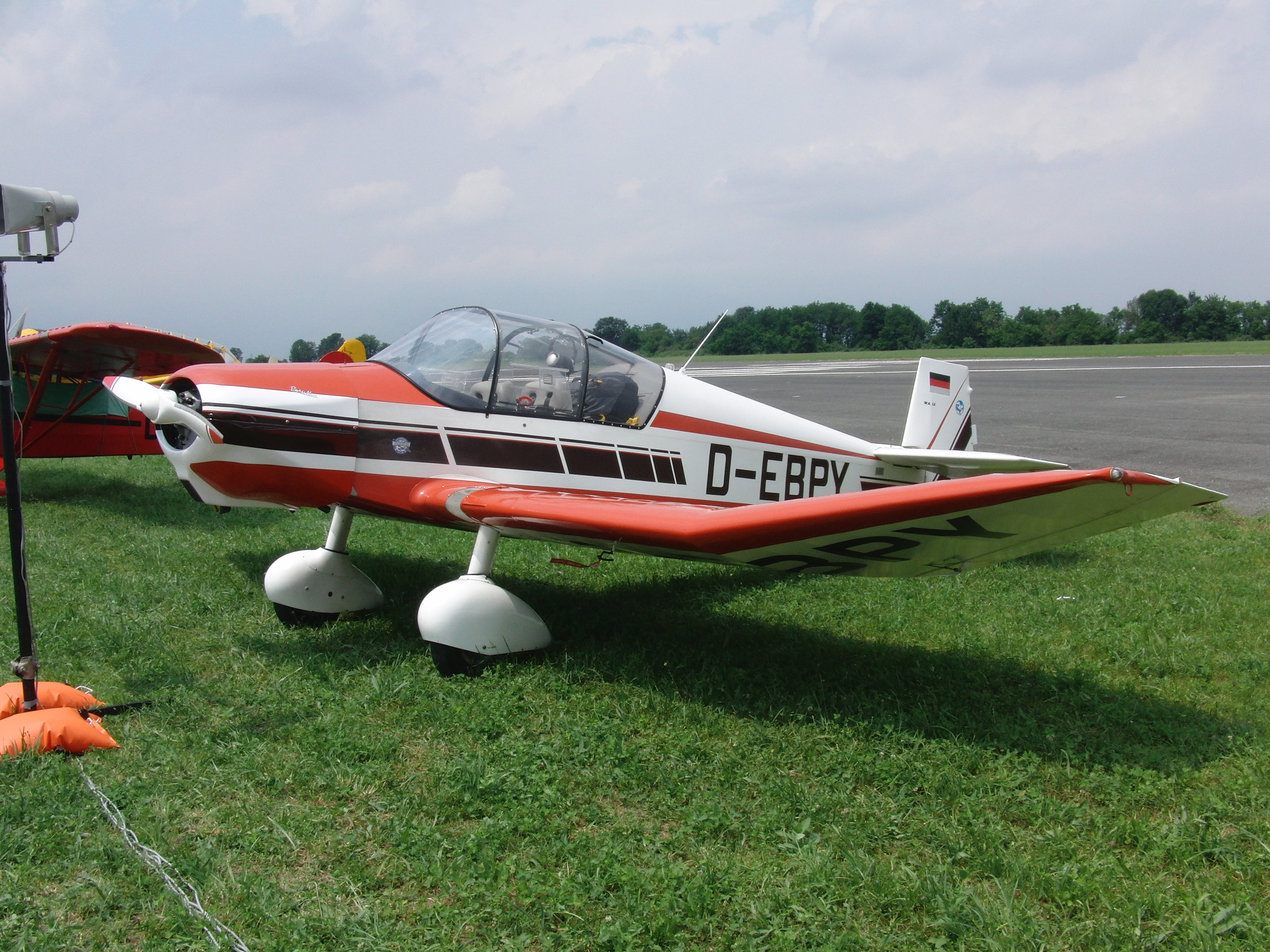
Il Jodel D-120, prodotto nel 1953 e mantenuto dall'associazione Historical Aircraft Group

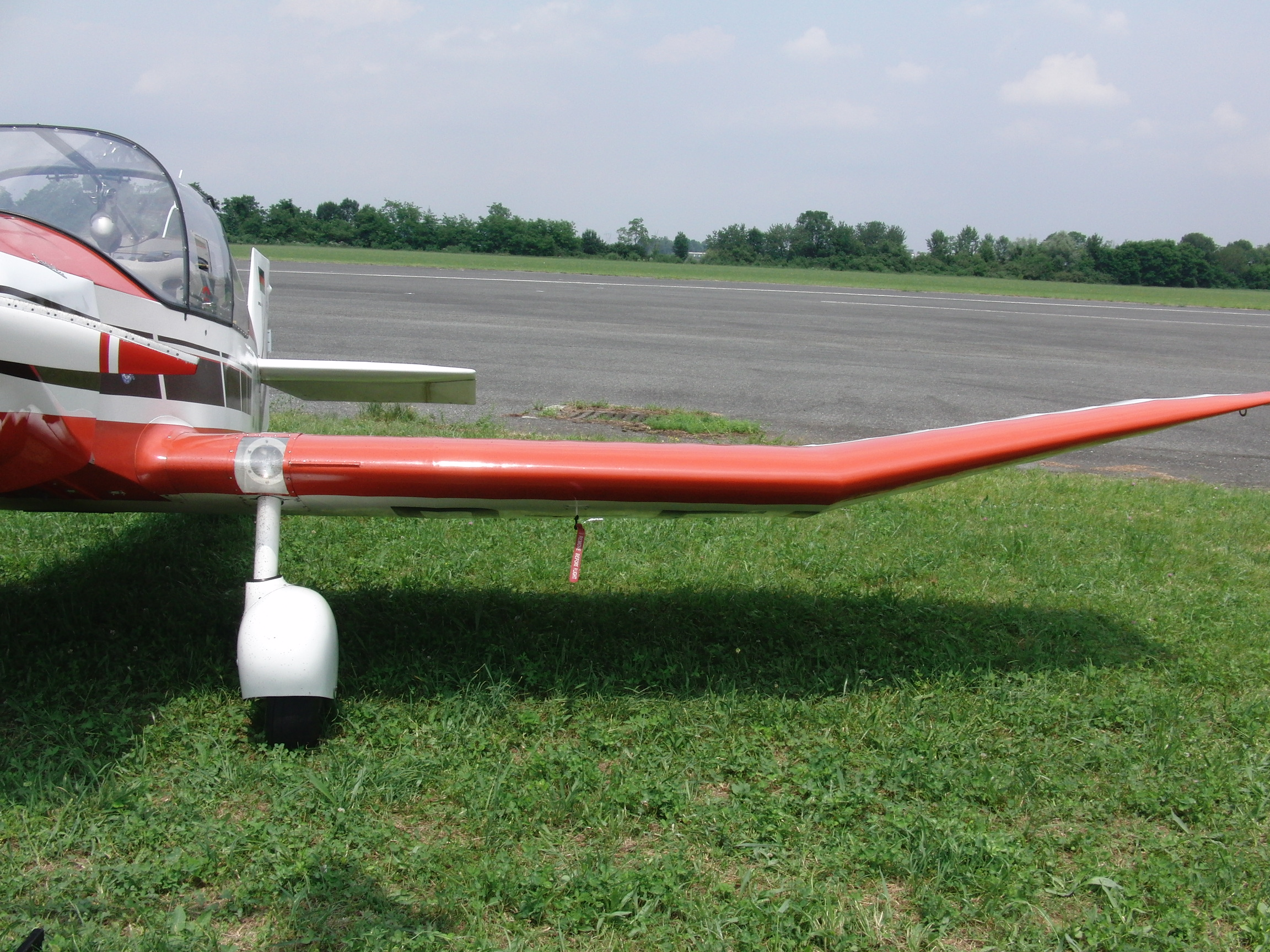
Particolare dell'ala a doppio diedro Jodel

Il Wassmer-Jodel D.120 Paris-Nice è un velivolo biposto, realizzato in legno e tela, appartenente alla serie D.11 della Société Avions Jodel, prodotto su licenza e commercializzato dalla società Wassmer Aviation, specializzata in kit da autocostruzione di ultraleggeri in ambito amatoriale per Aero Club e produttrice di alianti fino al settembre del 1977, quando l'azienda cessò ogni attività.
A seguito del volo dimostrativo senza scalo Parigi-Nizza, realizzato con il prototipo F-BHHM da Hrissa Chouridis, venne battezzato Paris-Nice (in onore della celebre corsa ciclistica Parigi-Nizza) in occasione del salone di Le Bourget del 1955.
Il modello è una versione derivata dal primo prototipo Jodel D-112 costruito nel 1955, con una nuova motorizzazione da 96 CV basata sul motore Continental O-200. Dal sito ufficiale della Wassmer, risultano costruiti tra il 1955 ed il 1968, nº 341 velivoli di cui nel 2016, sono ancora volanti nº 86.

## Storia
I modelli Jodel progettati da Jean Délémontez, con la caratteristica forma alare a doppio diedro o polygonal-wing in inglese, ebbero lo scopo principale di poter produrre e rendere popolare il volo attraverso l'autocostruzione di velivoli ultraleggeri ed economici. La tipologia costruttiva, consisteva in una struttura in legno e tela per la fusoliera e la caratteristica ala bassa a doppio diedro, quest'ultima scelta per consentire una eccellente visibilità.
L'azienda malgrado non abbia avviato grandi produzioni in serie, fece realizzare ad altre aziende, attraverso la vendita di licenze e cooperazioni, numerosi modelli ancora oggi volanti.
Aziende che su licenza costruirono i progetti Jodel sono state la Société Aéronautique Normande (SAN), la società spagnola Aero Difusión e la canadese Falconar Avia.

## Versioni
Di seguito le versioni realizzate:
- D.120A modello con l'adozione di aerofreni
- D.120R variante con motore potenziato per il traino di alianti
- D.120AR modello per il traino di alianti con aerofreni